# 西哥特国王列表

## 在高卢的统治者
- 亚拉里克一世 (395年–410年)
- 阿陶尔夫 (410年–415年)
- 西格里克 (415年)
- 瓦利亚 (415年–419年)
- 狄奥多里克一世 (419年–451年)
- 多里斯蒙德 (451年–453年)
- 狄奥多里克二世 (453年–466年)
- 尤里克 (466年–484年)
- 亚拉里克二世 (484年–507年)
- 盖萨莱克（英语：Gesalec） (507年–511年)
- 狄奥多里克大帝 (511年–526年)
- 阿马拉里克 (526年–531年)

## 在西班牙的统治者
- 狄乌蒂斯（英语：Theudis） (531年–548年)
- 狄乌蒂吉斯克鲁斯（英语：Theudigisel） (548年–549年)
- 阿吉拉一世（英语：Agila） (549年–554年)
- 阿塔纳吉尔德 (554年–567年)
- 利奥瓦斯一世（英语：Liuva I） (568年–573年)
- 利奥维吉尔德(568年–586年)
- 雷卡雷德一世 (586年–601年)
- 利奥瓦斯二世（英语：Liuva II） (601年–603年)
- 维特里克（英语：Witteric） (603年–610年)
- 君德马尔（英语：Gundemar） (610年–612年)
- 希瑟布特（英语：Sisebur） (612年–621年)
- 雷卡雷德二世（英语：Reccared II） (621年)
- 苏因提拉（英语：Suintila） (621年–631年)
- 希森安德（英语：Sisenand） (631年–636年)
- 奇恩蒂拉（英语：Chintila） (636年–640年)
- 图尔加（英语：Tulga） (640年–641年)
- 辛达斯文特（英语：Chindasuinth） (641年–649年)
- 拉斯文思 (649年–672年)
- 瓦慕巴（英语：Wamba） (672年–680年)
- 赫尔维希（英语：Erwig） (680年–687年)
- 埃吉卡（英语：Ergica） (687年–701年)
- 维提扎（英语：Wittiza） (701年–710年)
- 罗德里克 (710年–711年)

- - 711年，西班牙被伊斯兰教将领塔里克·伊本·齐亚德征服，西哥特王国灭亡。

## 可能的统治者
- 阿吉拉二世 (711年–714年?)
- 阿尔多 (714年?–718年?)